# Hanna Harnisch
Hanna Harnisch (* 17. März 1936 in Wurzen) ist eine ehemalige deutsche Sprachwissenschaftlerin und Hochschullehrerin.

## Leben

### Ausbildung
Sie legte 1954 in ihrer nordwestsächsischen Heimatstadt Wurzen das Abitur ab. Anschließend immatrikulierte sie sich für ein Germanistikstudium an der Karl-Marx-Universität Leipzig, das sie 1958 mit dem Staatsexamen abschließen konnte. Vierzehn Jahre später legte sie 1972 an der Pädagogischen Hochschule „Karl Liebknecht“ Potsdam – betreut von Doktorvater Wilhelm Schmidt – mit der Dissertation Untersuchungen zum politischen Fachwort. Unter besonderer Berücksichtigung des Fachwortschatzes der marxistisch-leninistischen Schulpolitik in der DDR ihre Promotion A zum Dr. phil. ab. Die Promotion B erfolgte 1979 ebenfalls bei Schmidt mit der Schrift Kommunikationsverfahren – Beschreibung und Gruppierung.

### Berufliche Karriere
Harnisch arbeitete nach ihrem Studienabschluss zunächst als Oberstufenlehrerin und war später als wissenschaftliche Mitarbeiterin und Dozentin an der PH Potsdam tätig. Schließlich wurde sie dort 1985 zur außerordentlichen Professorin für Sprachtheorie ernannt.
Ihre Forschungsschwerpunkte lagen auf Kommunikationstheorie, Sprachtheorie, historischer Linguistik und Semantik der deutschen Sprache. Insbesondere tat sie sich als Proponentin der funktional-kommunikativen Sprachbeschreibung hervor, des in der DDR dominierenden sprachwissenschaftlichen Analysemodells. Harnisch publizierte zahlreiche wissenschaftliche Fachartikel, lieferte Beiträge zu Sammelwerken und war darüber hinaus Mitautorin einer Lehrmaterialreihe für die sprachliche Weiterbildung ausländischer Deutschlehrer, die zwischen 1985 und 1988 an der PH Potsdam herausgegeben wurde.

## Publikationen (Auswahl)
Monographien
- mit Hans Joachim Meyer: Zur Untersuchung von Kommunikationsverfahren unter linguistischem Aspekt. Zum Problem der kommunikativ-funktionalen oder thematischen Zuordnung von Verben. In der Reihe: „Arbeitsberichte des Forschungskollektivs Kommunikativ-Funktionale Sprachbetrachtung und Fremdsprachenunterricht der Martin-Luther-Universität Halle-Wittenberg“, Band 46. 1977, 27 Seiten.

Herausgeberschaft bei Sammelwerken
- mit Ludwig Wilske: Arbeitsstandpunkte und Beiträge zur Forschung 1986–1990. Linguistische Untersuchungen zu Wortschatz und Grammatik in der sprachlichen Kommunikation als Beitrag zur muttersprachlichen Bildung und Erziehung. In der Reihe: „Potsdamer Forschungen der Pädagogischen Hochschule ‚Karl Liebknecht‘“, Gesellschaftswissenschaftliche Reihe, Heft 82. Wissenschaftlich-Technisches Zentrum Potsdam, 1986, 188 Seiten.
- mit Georg Michel: Funktional-kommunikative Aspekte des Sprachsystems und des Textes. In der Reihe: „Potsdamer Forschungen der Pädagogischen Hochschule ‚Karl Liebknecht‘“, Gesellschaftswissenschaftliche Reihe, Heft 89. Wissenschaftlich-Technisches Zentrum Potsdam, 1988, 194 Seiten.
- Funktion der Sprache und der sprachlichen Kommunikation. Teil 1. In der Reihe: „Potsdamer Forschungen der Pädagogischen Hochschule ‚Karl Liebknecht‘“, Gesellschaftswissenschaftliche Reihe, Heft 101. Wissenschaftlich-Technisches Zentrum Potsdam, 1989, 135 Seiten.
- Funktion der Sprache und der sprachlichen Kommunikation. Teil 2. In der Reihe: „Potsdamer Forschungen der Pädagogischen Hochschule ‚Karl Liebknecht‘“, Gesellschaftswissenschaftliche Reihe, Heft 102. Wissenschaftlich-Technisches Zentrum Potsdam, 1989, 146 Seiten.

Kapitel in Sammelwerken
- mit Georg Michel: Probleme der Wort- und Textsemantik im Konzept einer funktional-kommunikativen Sprachbeschreibung. In: Georg Michel; Ludwig Wilske (Hrsg.): Kommunikative Aspekte des Textes. In der Reihe: „Potsdamer Forschungen der Pädagogischen Hochschule ‚Karl Liebknecht‘“, Gesellschaftswissenschaftliche Reihe, Heft 78. Wissenschaftlich-Technisches Zentrum Potsdam, 1986, Seiten 6–34.

Fachaufsätze
- Zum Problem der Wortbedeutung. In: Zeitschrift für Phonetik, Sprachwissenschaft und Kommunikationsforschung. Band 25, 1972, Seiten 456–482.
- Wilhelm Schmidt; Hanna Harnisch: Kommunikationspläne und Kommunikationsverfahren. In: Linguistische Studien des Zentralinstituts für Sprachwissenschaft, Reihe A. Band 8, 1974, Seiten 30–49.
- Allgemeine und spezielle Probleme der Widerspiegelung von Klassenpositionen in der Sprache unter besonderer Berücksichtigung von Material aus dem Bereich der marxistisch-leninistischen Schulpolitik. In: Linguistische Studien des Zentralinstituts für Sprachwissenschaft, Reihe A. Band 12, 1974, Seiten 48–66.
- Zur Analyse des Inhalts politischer Fachwörter. In: Zeitschrift für Phonetik, Sprachwissenschaft und Kommunikationsforschung. Band 27, 1974, Seiten 68–72.
- Grundpositionen und Aufgaben bei der Untersuchung von Kommunikationsverfahren. Zum gegenwärtigen Stand der Arbeit. In: Potsdamer Forschungen, Reihe A. Band 18, 1976, Seiten 105–125.
- Zur Erfassung und Beschreibung von Kommunikationsverfahren (KV) auf der Grundlage von Textanalysen. In: Potsdamer Forschungen A, Reihe A. Band 23, 1977, Seiten 47–64.
- Die Sprechakttheorie – eine Strömung innerhalb der neopositivistischen „Philosophie der linguistischen Analyse“. In: Potsdamer Forschungen, Reihe A. Band 35, 1979, Seiten 59–70.
- Kommunikationsverfahren – Typen sprachlich kommunikativen Handelns. Ein Diskussionsbeitrag. In: Potsdamer Forschungen, Reihe A. Band 24, 1982, Seiten 57–71.
- Zu linguistischen Grundpositionen einer funktional-kommunikativen Sprachbeschreibung – Tätigkeits- und Systemaspekt der Sprache. In: Zeitschrift für Phonetik, Sprachwissenschaft und Kommunikationsforschung. Band 35, Heft 1, 1982, Seiten 19–28.
- Zur einigen Tendenzen in der Entwicklung der Sprechakttheorie. In: Zeitschrift für Phonetik, Sprachwissenschaft und Kommunikationsforschung. Band 35, 1982, Seiten 664–676.
- mit Georg Michel: Fremdsprachenunterricht und funktional-kommunikative Sprachbeschreibung. In: Deutsch als Fremdsprache. Band 22, Heft 1, 1985, Seiten 8–14.
- mit Georg Michel: Textanalyse aus funktional-kommunikativer Sicht. In: Zeitschrift für Germanistik. Band 7, № 4, 1986, Seiten 389–401.
- Situationstyp und Sprachwahl. Bemerkungen zu einigen Positionen der britischen Registerlinguistik. In: Wissenschaftliche Zeitschrift der Pädagogischen Hochschule Potsdam „Karl Liebknecht“ Potsdam, Gesellschafts- und sprachwissenschaftliche Reihe. Band 31, 1987, Seiten 871–875.
- mit Georg Michel: Zur sprachlichen Variabilität und Stabilität in Texten. In: Deutsch als Fremdsprache. Band 24, Heft 6, 1987, Seiten 339–342.
- Situativität und Textsorte. In: Potsdamer Forschungen, Reihe A. Band 89, 1988, Seiten 44–54.